# 183560 Křišťan
183560 Křišťan è un asteroide della fascia principale. Scoperto nel 2003, presenta un'orbita caratterizzata da un semiasse maggiore pari a 3,1491715 UA e da un'eccentricità di 0,2563892, inclinata di 17,24362° rispetto all'eclittica.